# Cladosporium indigoferae
Cladosporium indigoferae är en svampart som beskrevs av Sawada 1959. Cladosporium indigoferae ingår i släktet Cladosporium och familjen Davidiellaceae.   Inga underarter finns listade i Catalogue of Life.